# Esteban Espinoza
José Esteban Espinoza Sibaja (Santa Ana, 22 de noviembre de 1997), conocido deportivamente como Esteban Espinoza (AFI: es'teßan espi'nosa), es un futbolista costarricense que juega de interior izquierdo y que actualmente se encuentra sin equipo desde 2021, siendo el Municipal Santa Ana de la Segunda División de Costa Rica su último equipo.

## Trayectoria

### C.S. Uruguay de Coronado
Con la llegada del director técnico argentino Martín Cardetti, las ligas menores del Uruguay de Coronado fueron la prioridad a partir del Campeonato de Verano 2015, torneo en el que Esteban recibió su promoción al conjunto principal. Permaneció en el banquillo en las dos primeras jornadas, y debutó oficialmente el 28 de enero, en el Estadio El Labrador contra Carmelita. El volante entró de cambio por Gustavo Udrizard al minuto 62' y el marcador culminó balanceado sin anotaciones. El primer gol de su carrera lo concretó el 11 de febrero, en la victoria de visita 1-3 sobre Limón. En la segunda vuelta de la competencia, Espinoza volvió a realizar un gol ante los limonenses, esta vez en condición de local, escenario donde el resultado quedó 3-1 a favor de los aurinegros. Una vez acabado el certamen, su equipo quedó en el sexto puesto de la tabla con veintinueve puntos. El futbolista posteriormente fue nominado como Mejor Revelación Sub-21, pero no fue acreedor del galardón entregado a finales de mayo.
En la temporada comprendida entre los campeonatos de Invierno 2015 y Verano 2016, el jugador fue parte integral del conjunto lechero al contabilizar veintiséis presencias. Por otra parte, la racha negativa de derrotas consecutivas de su club en la segunda mitad del año deportivo provocaron el descenso a la Segunda División.

### Belén F.C.
Después de que su equipo perdió la categoría, Espinoza quedó libre y firmó con Belén. Para el Campeonato de Invierno 2016, el volante alcanzó la cifra de siete partidos disputados, mientras que los belemitas finalizaron novenos de la clasificación.
Para el inicio del Campeonato de Verano que se llevó a cabo el 8 de enero, el equipo belemita tuvo la visita al Estadio Edgardo Baltodano, donde enfrentó a Liberia. Por su parte, Esteban Espinoza vio acción en la totalidad de los minutos y el marcador fue con derrota de 1-0. Debido al bajo rendimiento de su conjunto en la primera vuelta del certamen, este provocó que el director técnico mexicano Fernando Palomeque renunciara de su puesto y poco después la dirigencia nombró al uruguayo Daniel Casas como el nuevo estratega. En la jornada de cierre de la etapa de clasificación del torneo, su club se vio obligado a sacar una victoria para mantener la categoría, por lo que el 16 de abril enfrentó a Limón en el Estadio "Coyella" Fonseca. Su compañero mexicano Julio Cruz marcó tres goles en la victoria de 3-1. Además, en combinación con otros resultados, su equipo logró evadir el descenso tras ubicarse en el undécimo lugar de la tabla general acumulada.

### C.S. Herediano
El 26 de mayo de 2017, se hizo oficial el fichaje de Espinoza en el Club Sport Herediano, como nuevo refuerzo para la siguiente temporada. Fue presentado de manera formal en conferencia de prensa el 21 de junio, junto a los otros jugadores René Miranda y Allan Cruz.

## Selección costarricense

### Categorías inferiores
Desde el 19 de enero de 2016, el interior izquierdo fue considerado en la nómina del director técnico Marcelo Herrera, para disputar una serie de amistosos con la Selección Sub-20 en España. El 21 de marzo fue el primer encuentro ante el Marbella F.C. en el Estadio José Burgos. El futbolista quedó de suplente en la victoria de 5-0, con goles de sus compañeros Ariel Zapata, John Lara, Marvin Loría y Jimmy Marín, quien hizo doblete. Dos días después, los costarricenses efectuaron su segundo compromiso, teniendo como adversario el combinado de Catar en el Estadio La Cala en Málaga. El jugador apareció de nuevo en la suplencia en la derrota de 2-0. El 24 de marzo se desarrolló el tercer cotejo frente al Estepona, partido en el cual inició en la titularidad, mientras que su conjunto triunfó con marcador de 2-0. Tres días posteriores, su selección salió con una pérdida de 1-0 contra el Þróttur Reykjavík de Islandia. El 28 de marzo fue el último juego, en la goleada de 6-1 sobre el filial del Málaga. Los dobletes de Marvin Loría y de Shuander Zúñiga, sumado a las otras anotaciones de Flavio Fonseca y Kevin Masís, fueron los que marcaron la diferencia en el resultado. Con esto los Ticos finalizaron su preparación en territorio español.
El 3 de mayo de 2016, Espinoza fue partícipe en la derrota 1-3 de su país frente a Honduras, en el Complejo Deportivo Fedefutbol-Plycem. Dos días después fue el segundo compromiso, de nuevo contra los hondureños. El futbolista inició como suplente y el resultado fue de igualdad a dos tantos.
El 27 de junio de 2016, la escuadra Sub-20 costarricense viajó a Estados Unidos para llevar a cabo la participación en una cuadrangular en Carson, California. El entrenador Herrera dio la nómina de convocados donde Espinoza se encontró en la misma. Dos días después se desarrolló el primer compromiso frente los estadounidenses en el Glenn "Mooch" Myernick Field, en el cual el futbolista fue titular y el marcador acabó en pérdida de 2-0. El 1 de julio se efectuó el partido ante Japón que culminó en derrota de 3-0. Esteban empezó como suplente en este cotejo. En el último encuentro contra Panamá, el centrocampista nuevamente fungió en la estelaridad en el empate sin anotaciones. En la tabla de posiciones, los costarricenses quedaron en el último sitio con solo un punto.
El centrocampista fue llamado por el entrenador Marcelo Herrera para la incorporación a los entrenamientos con la Selección Sub-20 de Costa Rica. Su combinado posteriormente viajó a Valencia, España, para la edición XXXIII del Torneo Internacional COTIF. Esteban Espinoza debutó al entrar de cambio por Yostin Salinas, en el partido de inauguración de la competencia, el 24 de julio de 2016 contra el conjunto de México. Las dos escuadras de la misma confederación mostraron conservadurismo en su juego, lo que influyó en el marcador para que terminara empatado sin anotaciones. Tres días después, su país tenía como rival a Marruecos. Sin embargo, por incomparecencia de los marroquíes, estos debieron retirarse del evento deportivo y el reglamento favoreció a los costarricenses en otorgarles la victoria de 3-0. Como reposición del juego, la Tricolor tuvo como adversario al colegio Salesiano Don Bosco de Valencia en un enfrentamiento de carácter amistoso. El jugador entró de cambio a partir del segundo tiempo y sus compañeros Luis Hernández y Gerson Torres anotaron los goles del triunfo 2-0. En el tercer encuentro realizado el 30 de julio, su selección hizo frente a Argentina. Esteban ingresó de relevo al minuto 59' y el resultado finalizó en pérdida de 1-0. El último cotejo se disputó el 1 de agosto contra Catar, donde los desaciertos en los pases de los dos países repercutieron en el buen accionar del partido. A diferencia de lo ocurrido al inicio del torneo, Espinoza en esta ocasión actuó como titular. No obstante, una nueva pérdida de 2-0 dejó a los costarricenses fuera de la zona de semifinales, tras obtener la ubicación en el cuarto puesto del grupo B con 4 puntos. Una vez terminada la competencia, los seleccionados viajaron a Madrid y entrenaron en el Complejo Deportivo Valdebebas, campo de concentración del equipo Real Madrid. Fueron recibidos por el guardameta Keylor Navas y tuvieron dos amistosos ante el Deni FC de Alicante y Venezuela, juegos que concluyeron con victoria de 2-1 y derrota de 1-0, respectivamente.
El 11 de agosto de 2016, el futbolista fue tomado en consideración en el fogueo internacional contra el combinado de Japón, como parte de la gira en el continente asiático. El resultado fue de 1-0 a favor de los costarricenses, con gol de su compañero Brayan Rojas al minuto 14'. Por otra parte, Espinoza aguardó desde la suplencia. Un día después se desarrolló el segundo partido, ante Eslovaquia en el Shizuoka Ashitaka Athletic Stadium, de territorio japonés. En esta oportunidad el jugador fue titular y su conjunto perdió con cifras de 2-0. El centrocampista volvió a formar parte de la alineación principal, en el último cotejo desarrollado el 14 de agosto en el Estadio Ecopa frente a la escuadra de Japón, con la particularidad de su rival al poseer seleccionados de la ciudad de Shizuoka. No obstante, su país registró una nueva derrota, con marcador de 1-0.
El 19 de diciembre de 2016, Espinoza entró en la convocatoria para el amistoso ante Estados Unidos, de local en el Complejo Deportivo Fedefútbol-Plycem. En el partido apareció como titular y estuvo los 90 minutos en la igualada sin anotaciones.
La primera convocatoria del año del combinado Sub-20 de su nación tuvo lugar el 30 de enero de 2017, en la cual se dio a conocer la nómina de 30 jugadores de cara a los encuentros amistosos en territorio hondureño. En el selecto grupo apareció el llamado de Esteban Espinoza. El primer encuentro se realizó el día siguiente en el Estadio Carlos Miranda de Comayagua, donde su país enfrentó al conjunto de Honduras. En esa oportunidad, el mediocentro fue titular y el resultado acabó en derrota de 3-2. El 3 de febrero fue el segundo compromiso, de nuevo contra los catrachos en el mismo escenario deportivo. A diferencia del juego anterior, Espinoza fue suplente y el marcador definió la pérdida de 2-0.

#### Campeonato Sub-20 de Concacaf 2017
El representativo costarricense Sub-20, para el Campeonato de la Concacaf de 2017, se definió oficialmente el 10 de febrero. En la lista de convocados que dio el director técnico Marcelo Herrera se incluyó al mediocampista. El primer partido fue el 19 de febrero en el Estadio Ricardo Saprissa, donde su combinado enfrentó a El Salvador. En esta oportunidad, Espinoza fue titular con la dorsal «13», mientras que el resultado concluyó con la derrota inesperada de 0-1. La primera victoria de su país fue obtenida tres días después en el Estadio Nacional, con marcador de 1-0 sobre Trinidad y Tobago, y el anotador fue su compañero Randall Leal por medio de un tiro libre. El 25 de febrero, en el mismo escenario deportivo, la escuadra costarricense selló la clasificación a la siguiente ronda como segundo lugar tras vencer con cifras de 2-1 a Bermudas. El 1 de marzo, su conjunto perdió 2-1 contra Honduras, y dos días después empató a un tanto frente a Panamá. Con este rendimiento, la selección de Costa Rica quedó en el segundo puesto con solo un punto, el cual fue suficiente para el avance a la Copa Mundial que tomaría lugar en Corea del Sur. Estadísticamente, el volante acumuló 450 minutos de acción en un total de cinco juegos disputados.

#### Mundial Sub-20 de 2017
Durante la conferencia de prensa dada por el entrenador Marcelo Herrera, el 28 de abril, se hizo oficial el anuncio de los 21 futbolistas que tendrán participación en la Copa Mundial Sub-20 de 2017 con sede en Corea del Sur. En la lista apareció el mediocentro Esteban Espinoza, siendo este su primer torneo del mundo que disputará con el combinado costarricense.
Previo al certamen, su nación realizó encuentros amistosos en territorio surcoreano. El primero de ellos se efectuó el 9 de mayo contra Arabia Saudita en el Estadio Uijeongbu, donde Espinoza entró de cambio y los goles de sus compañeros Jonathan Martínez y Jimmy Marín fueron fundamentales en la victoria con cifras de 2-0. En el mismo escenario deportivo tuvo lugar el segundo cotejo, dos días después, de nuevo frente a los sauditas. En esta oportunidad, el volante apareció en el once inicial y su conjunto volvió a ganar, de manera ajustada 1-0 con anotación de Jostin Daly. El último fogueo fue el 15 de mayo ante Sudáfrica en el Eden Complex. El centrocampista ingresó como sustitución por Esteban González en la derrota de 1-2.
El compromiso que dio inicio con la competición para su país fue ejecutado el 21 de mayo en el Estadio Mundialista de Jeju, donde tuvo como contrincante a Irán. El centrocampista aguardó desde la suplencia en la derrota inesperada de 1-0. En el mismo recinto deportivo se disputó el segundo juego contra Portugal, esto tres días después. Aunque su escuadra empezó con un marcador adverso, su compañero Jimmy Marín logró igualar las cifras, mediante un penal, para el empate definitivo a un tanto. La primera victoria para su grupo fue el 27 de mayo ante Zambia en el Estadio de Cheonan, de manera ajustada con resultado de 1-0 cuyo anotador fue Jostin Daly. El rendimiento mostrado por los costarricenses les permitió avanzar a la siguiente fase como mejor tercero del grupo C con cuatro puntos. El 31 de mayo fue el partido de los octavos de final frente a Inglaterra, en el Estadio Mundialista de Jeonju. Para este cotejo, su nación se vería superada con cifras de 2-1, insuficientes para trascender a la otra instancia. Por otra parte, el volante contabilizó 128 minutos de acción en dos apariciones.
| Mundial                     | Sede          | Resultado        |
| --------------------------- | ------------- | ---------------- |
| Copa Mundial Sub-20 de 2017 | Corea del Sur | Octavos de final |

#### Juegos Centroamericanos 2017
El 29 de noviembre de 2017, Espinoza entró en la lista oficial de dieciocho jugadores del entrenador Marcelo Herrera, para enfrentar el torneo de fútbol masculino de los Juegos Centroamericanos, cuya sede fue en Managua, Nicaragua, con el representativo de Costa Rica Sub-21. Debutó como titular —con la dorsal «2»— y completó la totalidad de los minutos en el primer juego del 5 de diciembre, contra Panamá en el Estadio Nacional. El único tanto de su compañero Andy Reyes al 66' marcó la diferencia para el triunfo por 1-0. Para el compromiso de cuatro días después ante El Salvador, el defensa permanecería en el banquillo mientras que el resultado se consumió empatado sin goles. Los costarricenses avanzaron a la etapa eliminatoria de la triangular siendo líderes con cuatro puntos. El 11 de diciembre apareció en el once inicial, salió de cambio al minuto 51' por Daniel Villegas y marcó el gol al 17' para la victoria de su país 1-0 sobre el anfitrión Nicaragua, esto por las semifinales del torneo. La única derrota de su grupo se dio el 13 de diciembre, por la final frente a Honduras (1-0), quedándose con la medalla de plata de la competencia.
| Juegos                       | Sede      | Resultado  |
| ---------------------------- | --------- | ---------- |
| Juegos Centroamericanos 2017 | Nicaragua | Subcampeón |

#### Juegos Centroamericanos y del Caribe 2018
El 6 de julio de 2018, se anunció el llamado de la selección Sub-21 dirigida por Marcelo Herrera para conformar la nómina que le haría frente al torneo de fútbol de los Juegos Centroamericanos y del Caribe, lista en la cual Espinoza quedó dentro del selecto grupo. Permaneció en el banquillo en el primer juego del 20 de julio en el Estadio Romelio Martínez de Barranquilla contra el anfitrión Colombia, donde se produjo la derrota por 1-0. Dos días después pero en el mismo escenario deportivo, Espinoza debutaría al ingresar de cambio por Pablo Arboine al comienzo del segundo tiempo mientras que su escuadra sumó la primera victoria de 3-2 sobre Trinidad y Tobago. Tras el nuevo revés dado el 24 de julio ante Honduras con marcador de 1-2, su selección quedó eliminada en fase de grupos y ocupó el tercer lugar de la tabla.
| Juegos                                    | Sede     | Resultado      |
| ----------------------------------------- | -------- | -------------- |
| Juegos Centroamericanos y del Caribe 2018 | Colombia | Fase de grupos |

## Clubes
| Club                     | País       | Año         |
| ------------------------ | ---------- | ----------- |
| C.S. Uruguay de Coronado | Costa Rica | 2015 - 2016 |
| Belén F.C.               | Costa Rica | 2016 - 2017 |
| C.S. Herediano           | Costa Rica | 2017 - 2019 |
| Municipal Grecia         | Costa Rica | 2020        |
| Municipal Pérez Zeledón  | Costa Rica | 2021        |
| Municipal Santa Ana      | Costa Rica | 2021        |

## Palmarés
| Título                                 | Club         | País       | Año           |
| -------------------------------------- | ------------ | ---------- | ------------- |
| Campeón Primera División de Costa Rica | CS Herediano | Costa Rica | Apertura 2018 |
| Campeón Primera División de Costa Rica | CS Herediano | Costa Rica | Apertura 2019 |

### Campeonatos internacionales
| N.º | Título        | Club           | Lugar    | Año  |
| --- | ------------- | -------------- | -------- | ---- |
| 1   | Liga Concacaf | C.S. Herediano | Honduras | 2018 |